# Oakley Country Club
Der Oakley Country Club ist ein privater Golfclub in Watertown, im Middlesex County, im US-Bundesstaat Massachusetts, in den Vereinigten Staaten. Er befindet sich auf Nummer 410 der Belmont Street.

## Geschichte
Im November 1898 schlossen sich 150 Mitglieder der beiden Golfclubs Cambridge Golf und Country Club zusammen und gründeten den Oakley Country Club. Kurz nach der Gründung wurde der schottische Golfarchitekt und Golfspieler Donald Ross Mitglied. Das erste Klubhaus, das 1808 als Wohngebäude errichtet wurde, fiel 1963 einem Feuer zum Opfer.